# Xiaojing

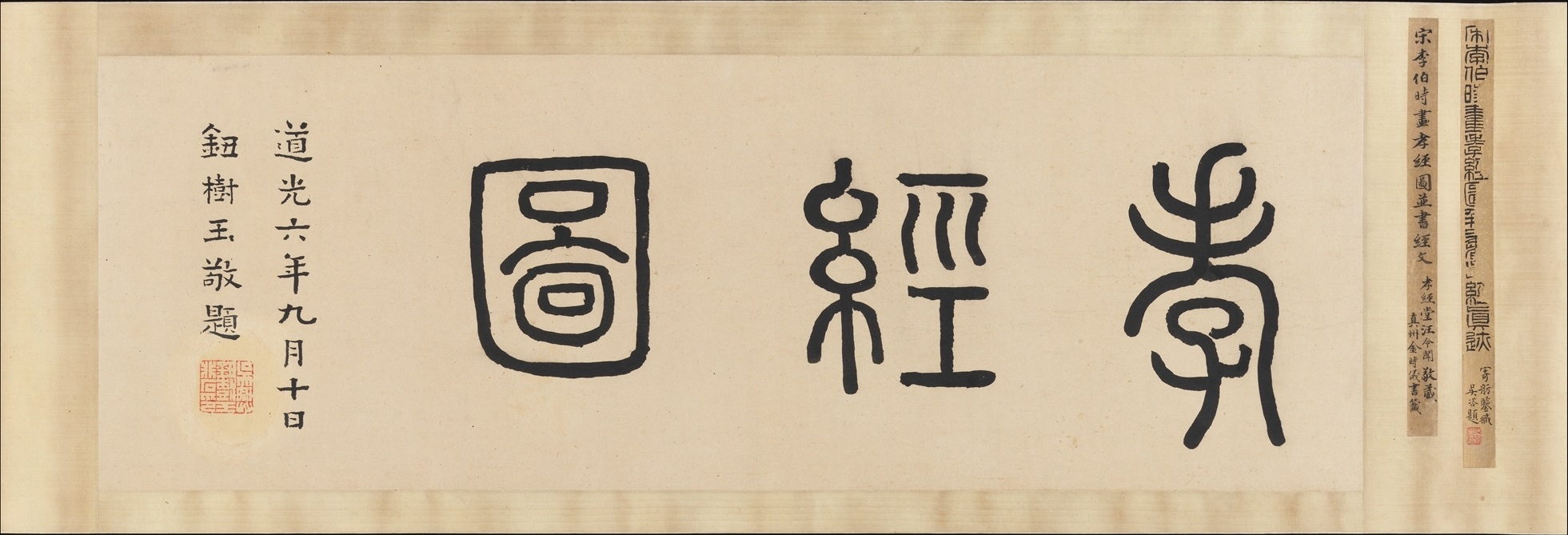
Titelblatt des Klassikers der Kindspietät.

Das Xiaojing, der Klassiker der Kindspietät (Hiau Ging: das Buch der Ehrfurcht, chinesisch 孝經, Pinyin Xiào jīng, W.-G. Hsiao Ching, auch: Hsiâo King, Haau3 Ging1, Yale: Haau Gīng, Tongyong Pinyin: Hàu King, xiao 4 -jing 1; qʰˤruʔs klˤeŋ; engl.: Classic of Filial Piety) ist ein konfuzianischer Klassiker, ein Traktat, welches die Kindliche Pietät (孝順, xiàoshùn) behandelt. Die Konfuzianer messen der Kinds-Pietät große Bedeutung bei und betrachten sie als heilig. Daher wurde dem Klassiker der kindlichen Frömmigkeit in der Antike oft eine religiöse Bedeutung beigemessen und das Traktat für Gebete, Exorzismen und die Behandlung von Krankheiten verwendet. Inhaltlich gibt das Traktat Beispielgeschichten zum Verhalten gegenüber Höhergestellten im Rahmen der „Grundbeziehungen“: in den Beziehungen zu Vater/Mutter/Stiefmutter, Schwiegermutter, älterem Bruder und Herrscher.
Der Text wurde höchstwahrscheinlich während der späten Zeit der Streitenden Reiche oder der frühen Han-Dynastie verfasst und soll ein Gespräch zwischen Konfuzius und seinem Schüler Zengzi (曾子, Zēngzǐ) sein. Der Text wurde während der Han-Dynastie und späteren Dynastien häufig verwendet, um kleinen Kindern grundlegende moralische Botschaften beizubringen, während sie Lesen lernten.

## Verfasserschaft
Die Schrift stammt wahrscheinlich aus dem 4. Jh. v.C. Es ist nicht bekannt, wer sie verfasst hat. Nach der Legende hat Konfuzius es selbst geschrieben, um Zengzi über das Wesen der kindlichen Pietät zu belehren, oder dass Zengzi die Worte von Konfuzius niederschrieb.
He Yin, ein Autor aus dem 12. Jahrhundert, behauptete:

„Das Klassikerbuch der kindlichen Pietät wurde nicht von Zengzi selbst verfasst. Als er sich von seinem Gespräch (oder seinen Gesprächen) mit Kung-ne zum Thema kindliche Pietät zurückzog, wiederholte er den Schülern seiner eigenen Schule, was (der Meister) gesagt hatte, und sie klassifizierten die Aussprüche und erstellten die Abhandlung.“

Zheng Xuan schreibt im Liuyilun (六藝論, Lìuyìlùn):

„Konfuzius benutzte die verschiedenen Titel der sechs Künste, um sich auf unterschiedliche Bedeutungen zu beziehen, da er befürchtete, dass das Tao getrennt werden würde und zukünftige Generationen den Ursprung nicht kennen würden, und so tat er so, als würde er es in das „Buch der kindlichen Pietät“ schreiben.“

Ji Yun (紀昀; Jǐ Yún; 1724–1805) aus der Qing-Dynastie hielt Konfuzius‘ „letzte Worte des siebzigjährigen Meisters“ (七十子之徒之遗言 qīshí zǐ zhī túzhī yí yán) im „Gesamtkatalog der vollständigen Sammlung der vier Schätze“ (四库全书总目 Siku Quanshu Zongmu) fest. Derzeit gehen akademische Kreise davon aus, dass die Schrift von konfuzianischen Gelehrten der Qin- und Han-Dynastie geschrieben wurde.

## Inhalt
Wie der Titel vermittelt, geht der Text ausführlich auf „Kindliche Pietät“ ein, die ein zentraler konfuzianischer Wert ist. Der Text argumentiert, dass Menschen, die ihre Eltern lieben und ihnen dienen, dasselbe für ihre Herrscher tun werden, was zu einer „Harmonischen Gesellschaft“ führt. Zum Beispiel:

„Wie sie ihren Vätern dienen, so werden sie ihren Müttern dienen und sie lieben sie gleichfalls. Wie sie ihren Vätern dienen, so werden sie ihren Herrschern dienen und sie werden sie gleichfalls verehren.“

„Der Klassiker der Kindspietät“ nimmt die kindliche Pietät als Kernstück auf und geht auf die konfuzianische Ethik und Moral ein. In diesem Buch wird bekräftigt, dass „kindliche Pietät“ eine von Gott festgelegte Norm ist, und es wird darauf hingewiesen, dass kindliche Pietät die Grundlage für den Charakter einer Person ist. Der König kann „kindliche Pietät“ nutzen, um das Land zu regieren, und die Untertanen können dies Nutzen, um sesshaft zu werden und eine Familie zu gründen sowie Status und Wohlstand zu bewahren.
Zum ersten Mal werden in dem Buch Loyalität gegenüber dem Kaiser und kindliche Frömmigkeit miteinander verbunden, und es wird angenommen, dass nur diejenigen mit „kindlicher Pietät“ „Treue“ erfüllen können. Die „kindliche Frömmigkeit“ des Kaisers erfordert beispielsweise Brüderlichkeit und Liebe, und die „kindliche Pietät“ des dàifu muss in seinen Taten, Worten und seiner Kleidung als Vorbild dienen. Während normale Menschen auf ihren eigenen Körper achten, ihren Ruf schätzen und Geld sparen müssen, müssen sich Eltern keine Sorgen um Essen und Kleidung machen.
Der Kommentar „Das Buch der kindlichen Pietät: Kai Zong Ming Yi Zhang“ (孝经‧開宗明義章 Xiào jīng‧kāizōngmíngyì zhāng) führt aus: „Die kindliche Pietät eines Mannes beginnt damit, seinen Verwandten zu dienen, dem König zu dienen und sich schließlich selbst zu etablieren. Kindliche Frömmigkeit gegenüber den Eltern ist nur der Anfang der kindlichen Frömmigkeit.“
Im alten China spielte das „Buch der kindlichen Frömmigkeit“ eine große Rolle bei der Verbreitung und Aufrechterhaltung von Ethik und Moral. Es wurde von Monarchen aller Dynastien hoch gelobt und war das einzige Buch unter den Dreizehn Klassikern (十三經 Shísān jīng), welches von Kaiser Tang Xuanzong (Li Longji) kommentiert wurde. „Den Klassiker der kindlichen Pietät“ gibt es in zwei Versionen: Alttext- (古文 Gǔwén) und Neutext-Version (今文 Jīn wén). Die Neutext-Version ist beliebter.

## Einfluss
Das Xiaojing nahm als einer der beliebtesten Grundlagentexte bis ins späte kaiserliche China eine wichtige Stellung in der klassischen Bildung ein. Der Text wurde zusammen mit dem Lunyu (Gespräche des Konfuzius), dem Daxue (Das Große Lernen) und den Lienü zhuan (列女傳, Biographien vorbildlicher Frauen) in der Elementar- und Moralerziehung verwendet. Das Studium des Textes wurde auch in Grabinschriften als Hinweis auf den guten Charakter einer Person erwähnt. Es war Brauch, den Text laut vorzulesen, wenn man um seine Eltern trauerte. Der Text war auch politisch wichtig, zum Teil weil die kindliche Pietät sowohl ein Mittel war, moralische Tugend zu demonstrieren, als auch für Personen mit familiären Verbindungen zum kaiserlichen Hof den Weg ins Beamtentum ermöglichte.  Der Text war erhielt im Neokonfuzianismusbesondere Beachtung durch den  neokonfuzianischen Philosophen Zhu Xi.

## Übersetzungen
Es existieren zahlreiche Übersetzungen des Xiaojing ins Japanische.
Im Folgenden werden nur einige Übersetzungen in „westliche Sprachen“ aufgeführt:
- James Legge 1879: The Hsiâo King. In: Sacred Books of the East. vol. III.  Oxford University Press.
- Leon de Rosny 1889:  Le Hiao-king.  Paris: Maisonneuve et Ch. Leclerc. Republished 1893: Le morale de Confucius: le livre sacré de la piété filiale. Paris: J. Maisonneuve.
- Ivan Chen 1908: The Book of Filial Piety. London: J. Murray; New York: E.P. Dutton & Co.
- Richard Wilhelm 1940: Hiau Ging: das Buch der Ehrfurcht. Peking: Verlag der Pekinger Pappelinsel.
- Mary Lelia Makra 1961: The Hsiao Ching. Sih, Paul K. T., ed.  New York: St. John’s University Press.
- Roger T. Ames; Henry Rosemont, Jr. 2009: The Chinese Classic of Family Reverence: A Philosophical Translation of the Xiaojing. Honolulu: University of Hawaii Press.

### Kommentare
- Kommentare zum „Klassiker der kindlichen Frömmigkeit“ (孝經註疏, Kommentare zu den Dreizehn Klassikern 十三經注疏)
- Anmerkungen zum „Klassiker der kindlichen Frömmigkeit“ (孝經注, Kaiser Xuanzong der Tang-Dynastie 唐玄宗註)
- „Der Klassiker der kindlichen Frömmigkeit und Gerechtigkeit“ (孝經正義) von Xing Bingshu aus der nördlichen Song-Dynastie (北宋邢昺)
- Ma Rong (79–166) Classic of Loyalty (忠經).